# Fred Kienhuis
Fred Kienhuis (1964) is een Nederlands gitarist, zanger, componist en muziekproducent.
Kienhuis verwierf in de jaren 80 en 90 enige bekendheid als zanger en gitarist van de Jack of Hearts. Nadat deze band in 1997 ontbonden werd werkte hij enige jaren samen met Theo Vogelaars (ex-Tröckener Kecks) in De Snevo's. Sindsdien is Kienhuis actief als componist en producent en was in die rol betrokken bij de muziek van uiteenlopende commercials, tv-leaders, theaterproducties en films.